# Superliga de India 2021-22
La Superliga de India 2021-22 fue la octava edición de la Superliga de India, campeonato profesional de fútbol en la República de la India. Fue la máxima categoría del sistema masculino de ligas de fútbol de la India. El torneo fue organizado por la Federación de Fútbol de la India (AIFF), en colaboración con el grupo Football Sports Development Limited. La competición constó de dos fases, participaron once equipos, comenzó en noviembre de 2021 y terminó en marzo de 2022.

## Sistema de competición
La participación en la ISL está cerrada a once franquicias que representan a las ciudades más importantes del país. En la fase regular, los once equipos se enfrentan todos contra todos en dos ocasiones —una en campo propio y otra en campo contrario— hasta sumar 22 jornadas y cada equipo juega 20 partidos. El orden de los encuentros se decide por sorteo antes de empezar la competición. La clasificación se establece con arreglo a la puntuación obtenida por cada equipo al término del campeonato. Los equipos obtienen tres puntos por cada partido ganado, un punto por cada empate y ningún punto por los partidos perdidos. Si al finalizar el campeonato dos equipos igualan a puntos, los mecanismos para desempatar la clasificación son los siguientes:
1. El que tenga una mayor diferencia entre goles a favor y en contra según el resultado de los partidos jugados entre ellos.
2. El que tenga la mayor diferencia de goles a favor teniendo en cuenta todos los obtenidos y recibidos en el transcurso de la competición.
3. El club que haya marcado más goles.

Al término de esta etapa, los cuatro mejores equipos se clasifican para una eliminatoria por el título (ISL Playoffs), en la que quedarán encuadrados según su puesto: primero contra cuarto y segundo contra tercero. Las semifinales se disputan a ida y vuelta, con factor de campo para el mejor clasificado, mientras que la final es a partido único en una sede neutral. El vencedor se proclamará campeón de liga.
Los clubes de la Superliga pueden disputar competiciones de la Confederación Asiática de Fútbol desde 2018. La clasificación se establece con arreglo a la posición obtenida en la fase regular. El campeón de la liga regular obtiene una plaza en la fase de grupos de la Liga de Campeones de la AFC, mientras que el segundo clasificado disputará el mismo torneo desde la fase eliminatoria. La organización sigue un sistema de participación cerrada y se reserva el derecho a aceptar clubes según las condiciones impuestas.

## Información de los equipos
| Club              | Ciudad                      | Estadio                    | Capacidad |
| ----------------- | --------------------------- | -------------------------- | --------- |
| ATK Mohun Bagan   | Calcuta, Bengala Occidental | Estadio Mohun Bagan        | 20 000    |
| Bengaluru F. C.   | Bangalore, Karnataka        | Sree Kanteerava            | 25 000    |
| Chennaiyin F. C.  | Chennai, Tamil Nadu         | Jawaharlal Nehru (Chennai) | 26 000    |
| S. C. East Bengal | Calcuta, Bengala Occidental | Estadio East Bengal        | 25 000    |
| F. C. Goa         | Margao, Goa                 | Fatorda                    | 19 000    |
| Hyderabad F. C.   | Hyderabad, Telangana        | Estadio G.M.C. Balayogi    | 30 000    |
| Jamshedpur F. C.  | Jamshedpur, Jharkhand       | JRD Tata Sports            | 24 000    |
| Kerala Blasters   | Cochín, Kerala              | Jawaharlal Nehru (Kochi)   | 38 000    |
| Mumbai City       | Bombay, Maharastra          | Mumbai Football Arena      | 18 000    |
| NorthEast United  | Guwahati, Assam             | Indira Gandhi              | 24 000    |
| Odisha F. C.      | Bhubaneshwar, Odisha        | Estadio Kalinga            | 15 000    |

## Temporada regular

### Clasificación
| Pos. | Equipo           | Pts. | PJ | G  | E | P  | GF | GC | Dif. | Clasificación                                                          |
| ---- | ---------------- | ---- | -- | -- | - | -- | -- | -- | ---- | ---------------------------------------------------------------------- |
| 1    | Jamshedpur       | 43   | 20 | 13 | 4 | 3  | 42 | 21 | +21  | Premiers, ISL play-offs y play-offs por la Liga de Campeones de la AFC |
| 2    | Hyderabad        | 38   | 20 | 11 | 5 | 4  | 43 | 23 | +20  | ISL play-offs y play-offs por la Copa AFC                              |
| 3    | ATK Mohun Bagan  | 37   | 20 | 10 | 7 | 3  | 37 | 26 | +11  | ISL play-offs                                                          |
| 4    | Kerala Blasters  | 34   | 20 | 9  | 7 | 4  | 34 | 24 | +10  | ISL play-offs                                                          |
| 5    | Mumbai City      | 31   | 20 | 9  | 4 | 7  | 36 | 31 | +5   |                                                                        |
| 6    | Bengaluru        | 29   | 20 | 8  | 5 | 7  | 32 | 27 | +5   |                                                                        |
| 7    | Odisha           | 23   | 20 | 6  | 5 | 9  | 31 | 43 | −12  |                                                                        |
| 8    | Chennaiyin       | 20   | 20 | 5  | 5 | 10 | 17 | 35 | −18  |                                                                        |
| 9    | Goa              | 19   | 20 | 4  | 7 | 9  | 29 | 35 | −6   |                                                                        |
| 10   | NorthEast United | 14   | 20 | 3  | 5 | 12 | 25 | 43 | −18  |                                                                        |
| 11   | East Bengal      | 11   | 20 | 1  | 8 | 11 | 18 | 36 | −18  |                                                                        |

 Fuente: Indian Super League
Criterios de clasificación: 1) Puntos; 2) Puntos en partidos directos; 3) Gol diferencia en partidos directos; 4) Goles anotados en partidos directos; 5) Gol diferencia; 6) Goles anotados; 7) Puntos Fair play; 8) Sorteo.
Notas:
1. ↑  Campeón de la Superliga de India 2021-22, clasificó a los play-offs por la Copa AFC.

### Resultados
| Local \ Visitante | AMB | BEN | CHE | EAB | GOA | HYD | JAM | KER | MCI | NEU | OFC |
| ----------------- | --- | --- | --- | --- | --- | --- | --- | --- | --- | --- | --- |
| ATK Mohun Bagan   |     | 2–0 | 1–1 | 3–1 | 2–1 | 2–2 | 0–1 | 4–2 | 1–5 | 3–1 | 0–0 |
| Bengaluru         | 3–3 |     | 3–0 | 1–1 | 1–1 | 1–2 | 3–1 | 1–1 | 1–3 | 4–2 | 2–1 |
| Chennaiyin        | 0–1 | 2–4 |     | 0–0 | 0–5 | 1–1 | 1–4 | 0–3 | 0–1 | 2–1 | 2–1 |
| East Bengal       | 0–3 | 0–1 | 2–2 |     | 3–4 | 0–4 | 1–1 | 1–1 | 0–0 | 1–1 | 1–2 |
| Goa               | 0–2 | 2–1 | 1–0 | 1–2 |     | 1–1 | 1–3 | 4–4 | 0–2 | 1–1 | 1–1 |
| Hyderabad         | 1–2 | 1–0 | 0–1 | 1–1 | 3–2 |     | 0–3 | 2–1 | 2–1 | 5–1 | 6–1 |
| Jamshedpur        | 2–1 | 0–0 | 0–1 | 1–0 | 1–0 | 1–1 |     | 3–0 | 3–2 | 3–2 | 5–1 |
| Kerala Blasters   | 2–2 | 0–1 | 3–0 | 1–0 | 2–2 | 1–0 | 1–1 |     | 3–1 | 2–1 | 2–1 |
| Mumbai City       | 1–1 | 0–3 | 1–0 | 1–0 | 3–0 | 1–3 | 4–2 | 0–3 |     | 1–1 | 4–1 |
| NorthEast United  | 2–3 | 2–1 | 1–2 | 2–0 | 2–1 | 0–5 | 2–3 | 0–0 | 3–3 |     | 0–2 |
| Odisha            | 1–1 | 3–1 | 2–2 | 6–4 | 1–1 | 2–3 | 0–4 | 0–2 | 4–2 | 1–0 |     |

## Play-offs

### Cuadro de desarrollo
|  | Semifinales | Semifinales     | Semifinales | Semifinales | Semifinales |   |   | Final           | Final | Final |  |
|  |             |                 |             |             |             |   |   |                 |       |       |  |
|  |             |                 |             |             |             |   |   |                 |       |       |  |
|  | 1           | Jamshedpur      | 0           | 1           | 1           |   |   |                 |       |       |  |
|  | 1           | Jamshedpur      | 0           | 1           | 1           |   |   |                 |       |       |  |
|  | 4           | Kerala Blasters | 1           | 1           | 2           |   |   |                 |       |       |  |
|  | 4           | Kerala Blasters | 1           | 1           | 2           |   | 4 | Kerala Blasters | 1 (1) |       |  |
|  |             |                 |             |             |             |   | 4 | Kerala Blasters | 1 (1) |       |  |
|  |             |                 | 2           | Hyderabad   | 1 (3)       |   |   |                 |       |       |  |
|  | 2           | Hyderabad       | 2           | Hyderabad   | 1 (3)       | 3 | 0 | 3               |       |       |  |
|  | 2           | Hyderabad       |             |             |             | 3 | 0 | 3               |       |       |  |
|  | 3           | ATK Mohun Bagan | 1           | 1           | 2           |   |   |                 |       |       |  |
|  | 3           | ATK Mohun Bagan | 1           | 1           | 2           |   |   |                 |       |       |  |
|  |             |                 |             |             |             |   |   |                 |       |       |  |

### Semifinales
| Local en la ida | Agr. | Local en la vuelta | Ida | Vuelta |
| --------------- | ---- | ------------------ | --- | ------ |
| Jamshedpur      | 1–2  | Kerala Blasters    | 0–1 | 1–1    |
| Hyderabad       | 3–2  | ATK Mohun Bagan    | 3–1 | 0–1    |

### Final
| Equipo 1  | Resultado | Equipo 2        |
| --------- | --------- | --------------- |
| Hyderabad | 1–1 (3–1) | Kerala Blasters |

|                               |
| Bandera de la India           |
| Campeón Hyderabad 1.er título |